# Okocim
Okocim ist ein Dorf im Powiat Brzesko in der Woiwodschaft Kleinpolen in Polen. Okocim gehört zur Stadt-und-Land-Gemeinde Brzesko.
Die Bevölkerung beträgt etwa 1900 (Stand: 2006).

## Geografie
Okocim liegt etwa 2 km südlich von Brzesko und 49 km östlich von Krakau. Im Westen wird das Dorf vom Fluss Uszwica begrenzt.

## Geschichte
Die erste urkundliche Erwähnung von Okocim stammt aus dem Jahr 1344 von König Kasimir dem Großen, er bestätigt darin dem Kastellan von Krakau, dem Comes Specimir, den Besitz von Okocim. Bis 1512 blieb das Dorf in Familienbesitz dann ging es an Piotr Czerny. 1634 wurde eine kleine Holzkirche erbaut doch schon früher gab es hier schon eine Kapelle.
Um 1850 kaufte der Bierbrauer Johannes Götz (geboren in Langenenslingen) das Dorf. Die Brauerei befindet sich noch heute an der Straße nach Okocim im Süden der Stadt Brzesko. Götz ließ sich unter dem Namen Götz von Okocim adeln. Die Siedlung um die Brauerei und das Bier tragen heute ebenfalls den Namen Okocim.
Von 1975 bis 1998 gehörte Okocim zur Woiwodschaft Tarnów.

## Wirtschaft und Verkehr
Westlich des Ortes verläuft die Droga krajowa DK 75.

## Söhne und Töchter
- Julian Nowak (1865–1946), Bakteriologe und Ministerpräsident
- Władysław Orlicz (1903–1990), Mathematiker.